# Аутоагрессия
Аутоагре́ссия (автоагре́ссия, аутодестру́кция, поворо́т про́тив себя́, от ауто- + агрессия) — активность, нацеленная (осознанно или неосознанно) на причинение себе вреда в физической и психической сферах. С точки зрения психоанализа относится к механизмам психологической защиты. Аутоагрессия проявляется в самообвинении, самоунижении, нанесении себе телесных повреждений различной степени тяжести вплоть до самоубийства, саморазрушительном поведении (пьянстве, алкоголизме, наркомании, токсикомании, гиподинамии, телемании, рискованном сексуальном поведении, выборе экстремальных видов спорта, опасных профессий, провоцирующем поведении). В работах А. В. Ипатова понимается как психическое состояние, приводящее к саморазрушительному поведению. «Аутодеструкция» и «аутоагрессия» часто понимаются как отдельные понятия, но разные авторы по-разному проводят между ними границу.

## Причины аутоагрессии
Человеку, как и любому живому существу, в норме не свойственно направлять агрессию на самого себя, так как это противоречит его основной задаче — жить. Различные исследователи по-разному понимают причины возникновения саморазрушительного поведения. Аутоагрессия часто возникает на фоне многолетних стрессов, экстремальных условий жизни или огромных психических нагрузок.

### С точки зрения психоанализа
В психоанализе аутоагрессия, или «поворот против себя» (англ. turning against the self) рассматривается как защитный механизм психики, и известна ещё со времён Фрейда. Считается, что такое поведение является следствием перенаправления агрессии, изначально направленной на внешний объект. В случаях, когда от этого внешнего объекта (или от существования этого внешнего объекта) зависит благополучие человека, агрессия может быть перенаправлена. В одних случаях на другой внешний объект (вымещение), а в других случаях, если такого объекта не находится или, что чаще, если такое перенаправление оказывается неприемлемым (осуждаемым, наказуемым), агрессия оказывается направленной на самого себя. Несмотря на то, что аутоагрессия создаёт серьёзные проблемы для того, кто применяет эту защиту, эмоционально они оказываются для него более приемлемыми, чем осознание первоначального объекта агрессии.

### Внешняя обусловленность
Галина Яковлевна Пилягина считает, что для возникновения аутоагрессии необходима система, включающая как минимум три компонента:
1. Фрустрированный человек с формирующимся внутренним конфликтом, подавляющий свою агрессию, и одновременно отрицающий свои социализированные интроекты.
2. Психотравмирующая ситуация, в которой реализуются защитные паттерны поведения, обусловленные вышеупомянутым внутриличностным конфликтом.
3. Обратная отрицательная связь — несбывшиеся ожидания по отношению к объекту и увеличивающей напряжение ситуации, агрессивность субъекта, потребность разрешения внутриличностного конфликта.[6]

Данная теоретическая модель делает акцент на внешней обусловленности аутоагрессии.
С точки зрения Андрея Владимировича Ипатова аутодеструкция представляет собой аномальное состояние личности, выражающееся в стремлении индивида к саморазрушению вследствие нарушения процесса его социализации. По его мнению эта социально-психологическая дезадаптация возникает на фоне личностного конфликта, и вызывается парадоксальной ситуацией, сочетающей в себе наличие в один и тот же момент и жизненно важной потребности и того, что препятствует её удовлетворению.

## Внутренняя структура
Артур Александрович Реан в исследовании подростковой агрессии предложил ввести понятие «аутоагрессивный паттерн личности». Аутоагрессия, по его мнению, представляет собой сложный личностный комплекс, функционирующий и проявляющийся на различных уровнях. В структуре аутоагрессивного паттерна личности он выделяет 4 субблока:
1. Характерологический субблок — уровень аутоагрессии положительно коррелирует с некоторыми чертами и особенностями характера: интроверсией, педантичностью, демонстративностью, а также с депрессивностью и невротичностью.
2. Самооценочный субблок — связь аутоагрессии и самооценки. Чем выше аутоагрессия личности, тем ниже самооценка собственных когнитивных способностей, ниже самооценка тела, ниже самооценка собственной способности к самостоятельности, автономности поведения и деятельности.
3. Интерактивный субблок — связь аутоагрессии личности со способностью/неспособностью к успешной социальной адаптации, с успешностью/неуспешностью межличностного взаимодействия. Уровень аутоагрессии личности отрицательно коррелирует с общительностью и положительно — с застенчивостью.
4. Социально-перцептивный субблок — наличие аутоагрессии связано с особенностями восприятия других людей. Аутоагрессия практически не связана с негативизацией восприятия других. Напротив, уровень аутоагрессии коррелирует с позитивностью восприятия значимых «других».

## Классификация саморазрушительного поведения
При шкалировании агрессии по основным существующим методикам, аутоагрессия не коррелирует ни с какими другими шкалами агрессии, что подчеркивает особенность феномена аутоагрессии внутри общей проблематики психологии агрессии.
Саморазрушительные действия можно классифицировать следующим образом:
- По влиянию на область человеческого бытия:
  1. Физические
  2. Психические
  3. Социальные
  4. Духовные
- По структурным характеристикам:[10];
  1. Уровневые проявления:
    1. Идеаторный
    2. Аффективный
    3. Внешнеповеденческий

  2. По способу реализации:
    1. Непосредственные,
    2. Расширенные,
    3. Опосредованные,
    4. Трансагрессивные;

  3. По степени произвольности:
    1. Осознанные,
    2. Неосознанные
- По динамическим характеристикам:
  1. По темпу формирования:
    1. Острые,
    2. Подострые,
    3. Хронические

  2. По временным показателям:
    1. Транзиторные,
    2. Рецидивирующие,
    3. Персистирующие

  3. По типу развития:
    1. Стационарные,
    2. Прогрессирующие,
    3. Регрессирующие,
    4. Трансформирующиеся;
- По связи с заболеванием или его обострением:
  1. Морбидные
  2. Внеморбидные (пре- и постморбидные);
- По влиянию на течение болезни:
  1. Условно-негативные
  2. Условно-позитивные
  3. Условно-нейтральные.
- По форме проявления:
  1. Суицидальное поведение.
  2. Пищевая зависимость.
  3. Химическая зависимость — наркомания, токсикомания, алкоголизм.
  4. Фанатическое поведение — участие в деструктивных религиозных культах, движении футбольных болельщиков и т. п.
  5. Аутическое поведение.
  6. Виктимное поведение.
  7. Занятия экстремальными видами спорта.
  8. Самоповреждение.

## Связь с типами личности
Аутоагрессия считается типичной для депрессивных личностей, а также может быть свойственна людям с мазохистическим характером[страница не указана 1927 дней].